# Мале Токарєво (Гагарінський район)
Мале Токарєво (рос. Малое Токарево) — присілок Гагарінського району Смоленської області Росії. Входить до складу Пречистенського сільського поселення.
Населення — 2 особи. 